# Квана (Местійський муніципалітет)
Квана (груз. ყვანა) — село в Грузії.
За даними перепису населення 2014 року в селі проживає 6 осіб.